# William Morrow and Company
William Morrow and Company — американское издательство, основанное Уильямом Морроу в 1926 году. В 1967 году издательство было куплено компанией Scott Foresman, в 1981 году перепродано Hearst Corporation, а в 1999 году новым владельцем издательства стала News Corporation (ныне News Corp). В настоящее время является импринтом HarperCollins.
Долгое время Френсис Тайер Хобсон был президентом, а позже председателем совета William Morrow and Company.

## Писатели, книги которых публиковались в издательстве
- Кристофер Андерсен[англ.]
- Гарриет Браун[англ.]
- Гарри Брауни
- Рэй Брэдбери
- Эрл Стэнли Гарднер
- Нил Гейман
- Джон Гроган
- Эндрю Гросс[англ.]
- Дэвид Гэрроу[англ.]
- Беверли Клири
- Мэг Кэбот
- Стивен Левитт
- Элмор Леонард
- Элизабет Лоуэлл[англ.]
- Грегори Магуайр[англ.]
- Обри Мэйхью[англ.]
- Кристофер Мур
- Джерард О'Нил
- Уэйн Пэйсилл[англ.]
- Лоуренс Джонстон Питер
- Роберт Пирсиг
- Коки Робертс
- Джеймс Роллинс
- Джудит Росснер[англ.]
- Дин Сильверс[англ.]
- Нил Стивенсон
- Мэри Стюарт
- Томас Сэвидж
- Жаклин Сюзанн
- Стефани Толэн[англ.]
- Пол Тремблэй[англ.]
- Ирвинг Уоллес
- Дэвид Уоллечински[англ.]
- Эллис Уоррен
- Моррис Уэст
- Брюс Фэйлер[англ.]
- Джо Хилл
- Майкл Шейбон
- Сидни Шелдон
- Марго Ли Шеттерли[англ.]
- Невил Шют

В 1969 г. издательство выпустило в английском переводе книгу стихов Беллы Ахмадулиной.